# Compactificación de Alexándrov
En topología, una rama de las matemáticas, la compactificación de Alexándrov es un concepto introducido por el matemático ruso Pável Aleksándrov. La compactificación de Alexándrov es una forma de extender un espacio topológico no compacto a uno que sí que lo sea mediante la adición de un solo punto, el "punto del infinito".

## Definición
Sea {\displaystyle (X,{\mathcal {T}})} un espacio topológico localmente compacto y de Hausdorff. Sea {\displaystyle X^{*}=X\cup \{\infty \}} y definimos en {\displaystyle X^{*}} la siguiente topología:
{\displaystyle {\mathcal {T}}^{*}={\mathcal {T}}\cup \{X^{*}\setminus K:K\subseteq X{\text{ compacto}}\}}
Con esta topología, {\displaystyle X^{*}} se denomina la compactificación de Alexándrov de {\displaystyle X}. 
En ese caso, {\displaystyle (X^{*},{\mathcal {T}}^{*})} es una extensión de {\displaystyle (X,{\mathcal {T}})} (en el sentido de que la topología inducida en {\displaystyle X} es su topología original {\displaystyle {\mathcal {T}}}) compacta y de Hausdorff.
Más adelante en el artículo se demuestran estas propiedades y se da una justificación intuitiva de por qué se define así la topología de la compactificación.

## Motivación

Compactificación de con un solo punto.

El objetivo de la construcción es, dado un espacio topológico general, extenderlo a un espacio mayor que las propiedades deseables de ser de Hausdorff y compacto. Es decir, dado un espacio topológico {\displaystyle (X,{\mathcal {T}})}, querríamos encontrar un espacio topológico mayor {\displaystyle X^{*}\supseteq X} de forma que {\displaystyle (X^{*},{\mathcal {T}}^{*})} sí que sea de Hausdorff y compacto y que induzca en {\displaystyle X} la topología que tenía este originalmente al considerarlo como subespacio de {\displaystyle X^{*}}. Es decir, que {\displaystyle {\mathcal {T}}_{\mid X}^{*}={\mathcal {T}}}.
Un primer ejemplo que nos podríamos plantear sería compactificar el conjunto {\displaystyle X=(0,1)\subseteq \mathbb {R} }, con la topología inducida de la usual de {\displaystyle \mathbb {R} }. Una manera de compactificarlo sería añadirle los dos puntos extremos, es decir, tomar {\displaystyle X^{*}=[0,1]\subseteq \mathbb {R} } también con la topología inducida de la usual. Claramente es de Hausdorff (por ser subespacio de {\displaystyle \mathbb {R} }, que lo es), compacto (por el teorema de Heine-Borel, ya que es cerrado y acotado) e induce en {\displaystyle X=(0,1)} la topología original. 
Sin embargo, podríamos haberlo hecho de otra forma: tomando {\displaystyle X^{*}\simeq \mathbb {S} ^{1}\subseteq \mathbb {R} ^{2}}, la circunferencia con la topología inducida de la usual de {\displaystyle \mathbb {R} }. Podemos deformar homeomórficamente el intervalo {\displaystyle (0,1)} en {\displaystyle \mathbb {S} ^{1}\setminus \{N\}}, donde {\displaystyle N} simboliza el punto {\displaystyle (0,1)\in \mathbb {S} ^{1}} (formalmente, podemos hacer {\displaystyle (0,1)\simeq \mathbb {R} \simeq \mathbb {S} \setminus \{N\}}, donde el primer homeomorfismo viene dado por {\displaystyle f(x)={\frac {1}{x}}+{\frac {1}{x-1}}}, por ejemplo, y el segundo es la proyección estereográfica). Ahora, añadiendo un punto {\displaystyle N} al espacio deformado obtenemos {\displaystyle \mathbb {S} ^{1}}, que es compacto y Hausdorff. Es decir, hemos compactificado con un solo punto una deformación del espacio {\displaystyle X}. Podemos intuir (aunque se podría demostrar) que esta compactificación con un solo punto del espacio deformado induce, de hecho, una del espacio original.
Observemos que para espacios más complicados podría haber todavía más compactificaciones posibles (añadiendo distintas cantidades de puntos). Lo que nos preguntamos es si es siempre posible hacerlo con un único punto. En caso de que exista, la compactificación de {\displaystyle X} con un solo punto, {\displaystyle \infty }, se llama la compactificación de Alexándrov.

### Abiertos de la compactificación

Proyección estereográfica

En esta sección se justifica informalmente la definición de la topología en {\displaystyle X^{*}=X\cup \{\infty \}} analizando el ejemplo concreto de la compactificación de {\displaystyle \mathbb {R} ^{2}}.
Lo primero que observamos es que, para asegurar que {\displaystyle {\mathcal {T}}^{*}} induzca {\displaystyle {\mathcal {T}}} al considerar el subespacio {\displaystyle X\subseteq X^{*}}, podemos imponer que todos los abiertos de {\displaystyle X} sean, a su vez, abiertos de {\displaystyle X^{*}}. Es decir, que {\displaystyle {\mathcal {T}}\subseteq {\mathcal {T}}^{*}}.

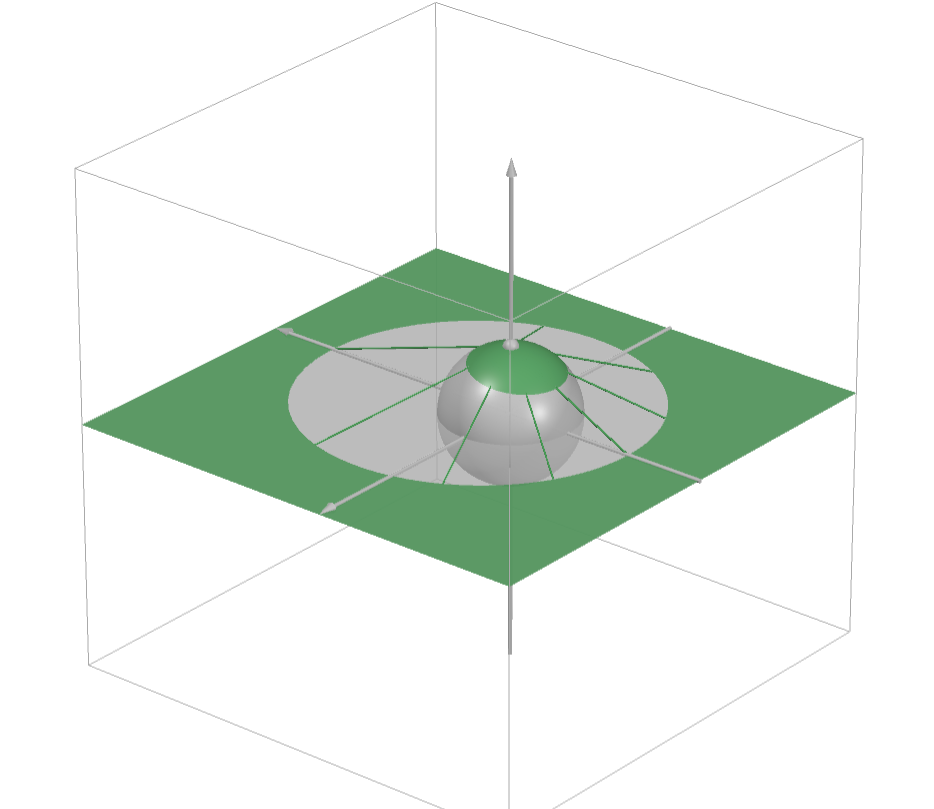
Proyección estereográfica de un conjunto que pasa por el polo norte

Sin embargo, aún no hemos definido ningún abierto que pase por el punto añadido, {\displaystyle \infty }. Vamos a ver cómo analizando un caso concreto: la compactificación de {\displaystyle \mathbb {R} ^{2}}. Tenemos que {\displaystyle \mathbb {R} ^{2}\simeq \mathbb {S} ^{2}\setminus \{N\}} mediante la proyección estereográfica inversa, donde {\displaystyle N} representa el polo norte. Intuitivamente, vemos que la compactificación de Alexándrov de {\displaystyle \mathbb {R} ^{2}} deberá ser homeomorfa a {\displaystyle \mathbb {S} ^{2}}, con el polo norte en correspondencia con {\displaystyle \infty } (esto se demostrará en el apartado de relación con homeomorfismos). Entonces, nos podemos hacer una idea de cómo son los abiertos que pasen por infinito viendo cómo son los abiertos de {\displaystyle \mathbb {S} ^{2}} que pasan por el polo norte. Si tomamos un abierto que pase por el polo norte y lo proyectamos estereográficamente en {\displaystyle \mathbb {R} ^{2}} (quitándole el polo norte antes, que va a parar a infinito), obtenemos un conjunto abierto de {\displaystyle \mathbb {R} ^{2}} complementario de un conjunto acotado (ver dibujo). Es decir, el complementario de un conjunto cerrado y acotado de {\displaystyle \mathbb {R} ^{2}}, pero esto es, por el teorema de Heine-Borel, el complementario de un compacto. Es decir, todo abierto de la compactificación de {\displaystyle \mathbb {R} ^{2}} que pase por infinito debe ser el complementario de un compacto.
Generalizando esto, obtenemos la definición de la topología de la compactificación:
{\displaystyle {\mathcal {T}}^{*}={\mathcal {T}}\cup \{X^{*}\setminus K:K\subseteq X{\text{ compacto}}\}}

## Condiciones necesarias
No todo espacio topológico {\displaystyle (X,{\mathcal {T}})} puede extenderse a un espacio {\displaystyle (X^{*},{\mathcal {T}}^{*})=(X\cup \{\infty \},{\mathcal {T}}^{*})} compacto y de Hausdorff de manera que {\displaystyle {\mathcal {T}}^{*}} induzca la topología {\displaystyle {\mathcal {T}}} al considerar {\displaystyle X} como subespacio de {\displaystyle X^{*}}. Las dos condiciones que {\displaystyle X} tiene que satisfacer son las siguientes:
- {\displaystyle X} debe ser de Hausdorff. En efecto, hemos impuesto que {\displaystyle (X^{*},{\mathcal {T}}^{*})} sea Hausdorff y que la topología en {\displaystyle X\subseteq X^{*}} sea la inducida por {\displaystyle {\mathcal {T}}^{*}}. Como todo subespacio de un espacio de Hausdorff es, a su vez, de Hausdorff, concluimos que {\displaystyle X} tiene que ser de Hausdorff de partida.
- {\displaystyle X} debe ser localmente compacto. En efecto, como {\displaystyle X^{*}} es Hausdorff, sus puntos son conjuntos cerrados. En particular, {\displaystyle \{\infty \}} es un cerrado de {\displaystyle X^{*}}, lo que implica que {\displaystyle X=X^{*}\setminus \{\infty \}} es un abierto de {\displaystyle X^{*}}. Por otro lado, afirmamos que {\displaystyle X^{*}} es localmente compacto. Como es Hausdorff, basta ver que cada punto tiene un entorno compacto. Pero al ser {\displaystyle X^{*}} compacto y abierto, lo podemos tomar como entorno compacto de cualquier punto.

Veremos que estas dos condiciones son, de hecho, suficientes para poder compactificar {\displaystyle X} con un solo punto.
A veces se pide que {\displaystyle X} sea denso en {\displaystyle X^{*}}, para lo que hace falta añadir la hipótesis de que {\displaystyle X} no sea compacto de partida.

## Propiedades
Recordamos la definición de la compactificación de Alexándrov: 
{\displaystyle (X,{\mathcal {T}})} es un espacio topológico localmente compacto y de Hausdorff. Consideramos {\displaystyle X^{*}=X\cup \{\infty \}} y definimos en {\displaystyle X^{*}}la topología
{\displaystyle {\mathcal {T}}^{*}={\mathcal {T}}\cup \{X^{*}\setminus K:K\subseteq X\ :K{\text{ compacto}}\}}
Observamos que los abiertos de la compactificación son de dos tipos bien diferenciados: los que no contienen el punto de infinito, que se caracterizan por ser abiertos ya en el espacio original {\displaystyle X}, y los que sí que contienen el punto del infinito, que se caracterizan por ser complementarios de compactos. A lo largo de las demostraciones llamaremos a los primeros "abiertos del primer tipo" y, a los segundos, "abiertos del segundo tipo".
| {\displaystyle {\mathcal {T}}^{*}} es una topología |
| Tenemos claramente que {\displaystyle \emptyset \in {\mathcal {T}}^{*}} porque {\displaystyle \emptyset \in {\mathcal {T}}} por ser {\displaystyle {\mathcal {T}}} una topología y que {\displaystyle X^{*}\in {\mathcal {T}}^{*}} por ser {\displaystyle X^{*}=X^{*}\setminus \emptyset } y ser el vacío un compacto. Veamos que la unión arbitraria de abiertos es abierta. Veremos que la unión de abiertos del primer tipo vuelve a ser un abierto del primer tipo, que la unión de abiertos del segundo tipo vuelve a ser del segundo tipo y que la unión de uno del primer tipo con uno del segundo tipo es del segundo tipo. Sean {\displaystyle {\mathcal {U}}_{i}\in {\mathcal {T}},i\in I}(abiertos del primer tipo). Por ser {\displaystyle {\mathcal {T}}} una topología, {\displaystyle \bigcup {\mathcal {U}}_{i}\in {\mathcal {T}}}, por lo que la unión vuelve a ser un abierto del primer tipo de la compactificación. Sean {\displaystyle {\mathcal {U}}_{i}\in {\mathcal {T}}^{*}\setminus {\mathcal {T}},i\in I} (abiertos del segundo tipo). Es decir, {\displaystyle {\mathcal {U}}_{i}=X^{*}\setminus K_{i}}, con {\displaystyle K_{i}\subseteq X} compacto, {\displaystyle i\in I}. Ahora, tenemos que {\displaystyle \bigcup {\mathcal {U}}_{i}=\bigcup (X^{*}\setminus K_{i})=X^{*}\setminus \bigcap K_{i}}, que es un abierto del segundo tipo porque {\displaystyle \bigcap K_{i}} es un compacto: en efecto, como {\displaystyle K_{i}} son compactos de {\displaystyle X} y {\displaystyle X} es Hausdorff, los {\displaystyle K_{i}} son cerrados. Por tanto, {\displaystyle \bigcap K_{i}} es también un cerrado contenido en {\displaystyle K_{i}} (para cualquier {\displaystyle i\in I}), que es compacto. Por tanto, {\displaystyle \bigcap K_{i}} es compacto. Tomamos dos abiertos de tipos distintos, es decir, {\displaystyle {\mathcal {U}}\in {\mathcal {T}}} y {\displaystyle X^{*}\setminus K}, con {\displaystyle K\subseteq X} compacto. Por tanto, {\displaystyle {\mathcal {U}}\cup (X^{*}\setminus K)=X^{*}\setminus (K\setminus {\mathcal {U}})=X^{*}\setminus (K\cap {\mathcal {U}}^{\mathsf {c}})}, que es un abierto del segundo tipo porque {\displaystyle K\cap {\mathcal {U}}^{\mathsf {c}}} es un compacto: como antes, {\displaystyle K} es cerrado, y {\displaystyle {\mathcal {U}}^{\mathsf {c}}} también lo es por ser {\displaystyle {\mathcal {U}}} abierto. Su intersercción es por tanto también cerrada y está contenida en {\displaystyle K}, que es compacto. Es, por tanto, compacta. La intersección finita de abiertos se hace de la misma forma, usando para los abiertos del segundo tipo que la unión finita de compactos es compacta. {\displaystyle \quad \square } |

| La topología inducida por {\displaystyle {\mathcal {T}}^{*}} a {\displaystyle X} es la topología original, {\displaystyle {\mathcal {T}}}: {\displaystyle {\mathcal {T}}_{\mid X}^{*}={\mathcal {T}}} |
| Tenemos que ver la igualdad entre los siguientes conjntos: {\displaystyle \{{\mathcal {U}}\cap X:{\mathcal {U}}\in {\mathcal {T}}^{*}\}={\mathcal {T}}} Vemos las dos inclusiones: {\displaystyle (\subseteq )} Tomamos un abierto de {\displaystyle X^{*}} y distinguimos si es del primer o del segundo tipo. Si es del primer tipo, {\displaystyle {\mathcal {U}}} es un abierto de {\displaystyle X}, por lo que {\displaystyle {\mathcal {U}}\cap X={\mathcal {U}}}, que es un abierto de {\displaystyle X}. Si es del segundo tipo, podemos escribir {\displaystyle {\mathcal {U}}=X^{*}\setminus K}, con {\displaystyle K\subseteq X} compacto. En este caso, {\displaystyle (X^{*}\setminus K)\cap X=X\setminus K}, que es un abierto de {\displaystyle X}: como {\displaystyle K} es un compacto dentro de {\displaystyle X}, que es compacto, {\displaystyle K} es cerrado, por lo que {\displaystyle X\setminus K} es abierto. {\displaystyle (\supseteq )} Tomamos {\displaystyle {\mathcal {U}}} un abierto de {\displaystyle X} y tenemos que {\displaystyle {\mathcal {U}}={\mathcal {U}}\cap X\in \{{\mathcal {U}}\cap X:{\mathcal {U}}\in {\mathcal {T}}^{*}\}} ya que, de hecho, {\displaystyle {\mathcal {U}}} también es un abierto de {\displaystyle X^{*}}. {\displaystyle \quad \square } |

| {\displaystyle (X^{*},{\mathcal {T}}^{*})} es compacto |
| Tomamos un recubrimiento de {\displaystyle X^{*}} por abiertos y tenemos que encontrar un subrecubrimiento finito. Distinguiendo si los abiertos son del primer o del segundo tipo, tenemos que {\displaystyle X^{*}=\bigcup _{i\in I}{\mathcal {U}}_{i}\cup \bigcup _{j\in J}(X^{*}\setminus K_{j})}, con {\displaystyle {\mathcal {U}}_{i}} abiertos de {\displaystyle X} y {\displaystyle K_{j}\subseteq X} compactos, para {\displaystyle i\in I,j\in J}. Como es un recubrimiento, tiene que haber un abierto (necesariamente del segundo tipo) que contenga a infinito. Es decir, existe {\displaystyle j_{0}\in J} tal que {\displaystyle X^{*}\setminus K_{j_{0}}\ni \infty }. Ahora como {\displaystyle K_{j_{0}}\subseteq X\subseteq X^{*}}, el recubrimiento de arriba es también un recubrimiento de {\displaystyle K_{j_{0}}} y, como {\displaystyle K_{j_{0}}} sí que es compacto, existe un subrecubrimiento finito: {\displaystyle K_{j_{0}}\subseteq {\mathcal {U}}_{i_{1}}\cup \cdots \cup {\mathcal {U}}_{i_{n}}\cup (X^{*}\setminus K_{j_{1}})\cup \cdots \cup (X^{*}\setminus K_{j_{m}})} pero entonces tenemos que {\displaystyle X^{*}=K_{j_{0}}\cup (X\setminus K_{j_{0}})={\mathcal {U}}_{i_{1}}\cup \cdots \cup {\mathcal {U}}_{i_{n}}\cup (X^{*}\setminus K_{j_{1}})\cup \cdots \cup (X^{*}\setminus K_{j_{m}})\cup (X^{*}\setminus K_{j_{0}})}, que es un subrecubrimiento finito del original. {\displaystyle \quad \square } |

| {\displaystyle (X^{*},{\mathcal {T}}^{*})} es de Hausdorff |
| Tomamos {\displaystyle p,q} dos puntos distintos de {\displaystyle X^{*}} y tenemos que encontrar dos abiertos disjuntos tales que uno contenga a uno y el otro contenga al otro. Distiguimos dos casos: si ambos son distintos del punto de infinito y si uno de ellos es el punto de infinito. Si {\displaystyle p,q\neq \infty }, tenemos que son dos puntos distintos de {\displaystyle X=X^{*}\setminus \{\infty \}}, que sí que es Hausdorff, por lo que existen dos abiertos {\displaystyle {\mathcal {U}}_{p}\ni p} y {\displaystyle {\mathcal {U}}_{q}\ni q} de {\displaystyle X} (y por tanto abiertos (del primer tipo) de {\displaystyle X^{*}}) disjuntos, que es lo que queríamos. Si alguno de los dos puntos es infinito, podemos suponer que {\displaystyle p=\infty \neq q}. Ahora, como {\displaystyle q\neq \infty } tenemos que {\displaystyle q\in X}, pero al ser {\displaystyle X} localmente compacto y Hausdorff, {\displaystyle q} tiene un entorno compacto dentro de {\displaystyle X}: {\displaystyle \exists K\subseteq X} compacto y {\displaystyle {\mathcal {U}}\subseteq X} abierto tales que {\displaystyle q\in {\mathcal {U}}\subseteq K\subseteq X}. {\displaystyle \quad (*)} Pero ahora tenemos que {\displaystyle {\mathcal {U}}\ni q} es un abierto (del primer tipo) de {\displaystyle X^{*}} y {\displaystyle X^{*}\setminus K\ni p=\infty } es un abierto (del segundo tipo) de {\displaystyle X^{*}}, y son disjuntos por {\displaystyle (*)}, y esto es lo que queríamos encontrar. {\displaystyle \quad \square } |

| Si {\displaystyle X} no es compacto, entonces es denso en {\displaystyle X^{*}} |
| Tenemos que ver que {\displaystyle {\overline {X}}=X^{*}}, donde {\displaystyle {\overline {X}}} es la adherencia de {\displaystyle X} dentro de {\displaystyle X^{*}}. Tenemos entonces, claramente, que {\displaystyle {\overline {X}}\subseteq X^{*}}, y siempre es cierto que {\displaystyle X\subseteq {\overline {X}}}. Como {\displaystyle X^{*}=X\cup \{\infty \}}, usando lo anterior, basta ver que {\displaystyle \infty \in {\overline {X}}}. Para ello, tomamos un abierto que contenga a infinito y veamos que necesariamente corta a {\displaystyle X}. El abierto que contiene al punto del infinito tiene que ser del segundo tipo, es decir, de la forma {\displaystyle X^{*}\setminus K}, con {\displaystyle K\subseteq X} compacto. Pero al ser {\displaystyle X} no compacto, y {\displaystyle K\subseteq X}, se sigue que {\displaystyle X\setminus K\neq \emptyset } (pues si fuera vacío, {\displaystyle X=K}, que es compacto, y tendríamos una contradicción). Usando esto, tenemos que el abierto {\displaystyle X^{*}\setminus K} corta a {\displaystyle X}, como queríamos: {\displaystyle (X^{*}\setminus K)\cap X=X\setminus K\neq \emptyset \quad \square } |

## Unicidad
Dado un espacio topológico {\displaystyle (X,{\mathcal {T}})}, su compactificación de Alexándrov es única salvo homeomorfismo: si tenemos dos compactificaciones de Alexándrov de {\displaystyle X}, necesariamente son homeomorfas. Es decir, vamos a demostrar que si tenemos dos compactificaciones de Alexándrov en el sentido de que cumplen las hipótesis que le pedimos a esta (aunque no estén construidas según la definición):
{\displaystyle (X\cup \{\infty '\},{\mathcal {T}}')} compacto Hausdorff tal que {\displaystyle {\mathcal {T}}'_{\mid X}={\mathcal {T}}} y
{\displaystyle (X\cup \{\infty ''\},{\mathcal {T}}'')} compacto Hausdorff tal que {\displaystyle {\mathcal {T}}''_{\mid X}={\mathcal {T}}},
entonces son homeomorfas: {\displaystyle X'\simeq X''}.
Vamos a demostrar el siguiente lema:
| Sea {\displaystyle Y} compacto Hausdorff y {\displaystyle p\in Y}. Entonces, {\displaystyle Y\simeq (Y\setminus \{p\})^{*}}, la compactificación de Alexándrov de {\displaystyle Y\setminus \{p\}} definida al principio del artículo. |
| Notamos que {\displaystyle (Y\setminus \{p\})^{*}=(Y\setminus \{p\})\cup \{\infty \}}, por lo que, de hecho, este conjunto sólo difiere de {\displaystyle Y} en que se ha cambiado el punto {\displaystyle p} por {\displaystyle \infty }. Usamos esta observación para construir la siguiente aplicación: {\displaystyle f\colon (Y\setminus \{p\})^{*}\longrightarrow Y} definida como {\displaystyle \infty \mapsto f(\infty )=p} y {\displaystyle f(x)=x}, para {\displaystyle x\neq \infty }. Afirmamos que {\displaystyle f} es un homeomorfismo, por lo que habremos acabado. Claramente, es una biyección, y basta ver que {\displaystyle f} es continua, ya que, en ese caso, viendo que va de un espacio compacto hacia uno de Hausdorff, tendremos inmediatamente que es un homeomorfismo. Veamos que es continua por definición. Es decir, tomamos un abierto {\displaystyle {\mathcal {U}}} de {\displaystyle Y}, construimos su antiimagen y vemos que es abierta. Distinguimos dos casos: - Si {\displaystyle {\mathcal {U}}\not \ni p}, entonces {\displaystyle f^{-1}({\mathcal {U}})={\mathcal {U}}}, y afirmamos que esto es un abierto de {\displaystyle (Y\setminus \{p\})^{*}}. En efecto, como {\displaystyle {\mathcal {U}}} es un abierto de {\displaystyle Y} que no pasa por el punto {\displaystyle p}, tenemos que {\displaystyle {\mathcal {U}}=(Y\setminus \{p\})\cap {\mathcal {U}}} es un abierto de {\displaystyle Y\setminus \{p\}}, por lo que es un abierto (del primer tipo) de {\displaystyle (Y\setminus \{p\})^{*}}. - Si {\displaystyle {\mathcal {U}}\ni p}, entonces {\displaystyle f^{-1}({\mathcal {U}})=({\mathcal {U}}\setminus \{p\})\cup \{\infty \}}, pero {\displaystyle ({\mathcal {U}}\setminus \{p\})\cup \{\infty \}=(Y\setminus \{p\})^{*}\setminus (Y\setminus {\mathcal {U}})}, que es un abierto (del segundo tipo) de la compactificación porque {\displaystyle Y\setminus {\mathcal {U}}} es un compacto contenido en {\displaystyle Y\setminus \{p\}}: que está contenido en ese conjunto está claro, y que es compacto es porque {\displaystyle {\mathcal {U}}} es un abierto de {\displaystyle Y}, por lo que {\displaystyle Y\setminus {\mathcal {U}}} es un cerrado de {\displaystyle Y}, que es compacto, por lo que es, de hecho, compacto. {\displaystyle \quad \square } |

Usando el lema anterior con {\displaystyle Y=X\cup \{\infty '\}} y {\displaystyle p=\infty '}, tenemos que {\displaystyle X'\simeq X^{*}}. Haciendo lo mismo con {\displaystyle X''}, tenemos que {\displaystyle X''\simeq X^{*}}. Por tanto, tenemos que {\displaystyle X'\simeq X^{*}\simeq X''}, lo que implica que {\displaystyle X'\simeq X''}, que es lo que queríamos demostrar. {\displaystyle \quad \square }

## Relación con homeomorfismos
| Si dos espacios son homeomorfos, también lo son sus compactificaciones: {\displaystyle X\simeq Y\Rightarrow X^{*}\simeq Y^{*}} |
| Estamos suponiendo que tenemos un homeomorfismo {\displaystyle f\colon X\rightarrow Y} Si escribimos {\displaystyle X^{*}=X\cup \{\infty _{X}\},Y^{*}=Y\cup \{\infty _{Y}\}}, podemos inducir el siguiente homeomorfismo entre sus compactificaciones: {\displaystyle f^{*}\colon X^{*}\rightarrow Y^{*}} definido como {\displaystyle \infty _{X}\mapsto \infty _{Y}}, {\displaystyle x\mapsto f^{*}(x)=f(x)}, para {\displaystyle x\neq \infty _{X}}. Es claramente una biyección y va de un compacto a un Hausdorff, por lo que basta ver que es continua para demostrar que es un homeomorfismo, y esto es sencillo de ver distinguiendo las antiimágenes de abiertos del primer y del segundo tipo (similar a la desmotración del lema del apartado de unicidad de la compactificación) {\displaystyle \quad \square } |

Este resultado, junto con el lema del apartado de unicidad, nos permite demostrar lo que afirmábamos al principio del artículo: que la circunferencia {\displaystyle \mathbb {S} ^{1}} y la esfera {\displaystyle \mathbb {S} ^{2}} son homeomorfos a las compactificaciones de Alexándrov de {\displaystyle \mathbb {R} } y {\displaystyle \mathbb {R} ^{2}}, respectivamente (es más, a veces se dice que son las compactificaciones de Alexándrov de {\displaystyle \mathbb {R} } y {\displaystyle \mathbb {R} ^{2}}). De hecho, podemos ver que {\displaystyle \mathbb {S} ^{n}} es homeomorfa a la compactificación de Alexándrov de {\displaystyle \mathbb {R} ^{n}}. En efecto, tenemos que {\displaystyle \mathbb {S} ^{n}\setminus \{N\}\simeq \mathbb {R} ^{n}} por la proyección estereográfica, donde {\displaystyle N} representa el polo norte. Por este último resultado, tenemos que {\displaystyle (\mathbb {S} ^{n}\setminus \{N\})^{*}\simeq (\mathbb {R} ^{n})^{*}} y, por el lema de unicidad, que {\displaystyle \mathbb {S} ^{n}\simeq (\mathbb {S} ^{n}\setminus \{N\})^{*}}. Por tanto, tenemos que {\displaystyle \mathbb {S} ^{n}\simeq (\mathbb {S} ^{n}\setminus \{N\})^{*}\simeq (\mathbb {R} ^{n})^{*}}, que es lo que queríamos demostrar.
Observemos que el método anterior se puede generalizar para encontrar espacios homeomorfos a la compactificación de Alexándrov de un espacio {\displaystyle X} dado. En efecto, basta encontrar un espacio que, quitándole un punto, sea homeomorfo al espacio original {\displaystyle X}. En el caso anterior, {\displaystyle X=\mathbb {R} ^{n}} y el espacio homeomorfo a {\displaystyle X} una vez que le quitamos un punto es {\displaystyle \mathbb {S} ^{n}} (quitándole el polo norte). Nótese que el resto del argumento anterior es general.

## Ejemplos
La demostración de las siguientes afirmaciones consiste siempre en construir un homeomorfismo entre el espacio a compactificar y el espacio compactificado menos un punto, igual que en el ejemplo de {\displaystyle \mathbb {R} ^{n}} discutido en la sección anterior:
- La compactificación de Alexándrov de los enteros positivos es homeomorfa al espacio {\displaystyle K=\{0\}\cup \{1/n:n\in \mathbb {Z} ,n\geq 0\}} con la topología del orden (que coincide con la topología inducida de la usual de {\displaystyle \mathbb {R} }).
- La compactificación del espacio euclídeo {\displaystyle n}-dimensional {\displaystyle \mathbb {R} ^{n}} es homeomorfa a la {\displaystyle n}-esfera {\displaystyle \mathbb {S} ^{n}} (mediante la proyección estereográfica).
- La compactificación de {\displaystyle \kappa } copias del intervalo semiabierto {\displaystyle [0,1)}, es decir, de {\displaystyle [0,1)^{\kappa }}, es homeomorfa a {\displaystyle [0,1]^{\kappa }}.
- Como la adherencia de un espacio conexo es conexa, la compactificación de Alexándrov de un espacio conexo no compacto es conexa. Sin embargo, el recíproco no es cierto: la compactificación puede conectar un espacio que no fuera conexo originalmente. Por ejemplo, la compactificación de la unión disjunta de {\displaystyle n} copias del intervalo abierto {\displaystyle (0,1)} es homeomorfa a la unión puntual de {\displaystyle n} circunferencias, esto es, la rosa de {\displaystyle n} pétalos.
- La compactificación de la unión disjunta de una cantidad numerable de copias del intervalo {\displaystyle (0,1)} es homeomorfa al pendiente hawaiano, que es distinto a la unión puntual de una cantidad numerable de circunferencias, que no es compacta.
- Dado {\displaystyle X} compacto Hausdorff y {\displaystyle C} un subconjunto cerrado de {\displaystyle X}, la compactificación de {\displaystyle X\setminus C} es homeomorfa a {\displaystyle X/C} es espacio cociente que identifica todos los puntos de {\displaystyle C}.